# NGC 290
NGC 290 (ook wel ESO 29-SC19) is een open sterrenhoop in de Kleine Magelhaense wolk, die zich bevindt in het sterrenbeeld Toekan. NGC 290 ligt op ongeveer 200.000 lichtjaar afstand van de Aarde en meet 65 lichtjaar in diameter.
NGC 290 werd op 11 april 1834 ontdekt door de Britse astronoom John Herschel.